# Гейдж, Николас
Ни́колас Гейдж (англ. Nicholas Gage, имя при рождении — Нико́лаос «Ни́кос» Гадзоя́ннис (греч. Νικόλαος «Νίκος» Γκατζογιάννης); род. 23 июля 1939, Лья, Фильяте, Теспротия, Эпир, Греция) — греко-американский писатель и журналист-расследователь. Почётный доктор Бостонского университета (1985). Лауреат Почётной медали острова Эллис (1994).
Активный деятель греческой диаспоры. Член Американо-греческого прогрессивного просветительского союза (AHEPA), Американо-греческого института (AHI), Совета греков зарубежья и Ордена святого апостола Андрея (архонт дидаскалос ту генус Вселенского Патриархата, 1998), бывший президент Панэпирской федерации Америки и Всемирного совета эпиротов зарубежья (ΠΣΗΕ), почётный президент ΠΣΗΕ.

## Биография
28 августа 1948 года, в ходе гражданской войны в Греции, решением местного трибунала прокоммунистической Демократической армии, обвиняемая в шпионаже в пользу армии монархистов, была расстреляна 41-летняя мать Никоса, в то время как сестра Гликерия оказалась в числе детей вывезенных из зоны военных действий в социалистические страны восточной Европы, явление которое победившая сторона гражданской войны (монархисты) именовала Педомазома (ссылка на отбирание детей в период турецкого ига). 9-летний мальчик вместе с остальными тремя сёстрами иммигрировал в США, где проживал и работал поваром их отец Христос, которого они никогда не видели. Как и многие иммигранты того периода, Гадзояннисы попали на территориию США через Нью-Йоркскую бухту. В 1950 году в США прибыла сестра Гликерия. Впоследствии, в течение многих лет вместе со своим отцом, который умер в 1983 году, Гейдж помог сотням греков иммигрировать в США, в том числе обращаясь за помощью к местным политикам.
В 1949 году вместе с сестрой Фотини начал посещать школу в Вустере (Массачусетс), где их определили в класс для детей с замедленным умственным развитием и ограниченными способностями к учёбе, причиной чему служило отсутствие учителей государственных школ, имевших подготовку для преподавания английского языка как иностранного. Две другие сестры, Ольга и Канта, учились в дневной школе для иммигрантов. Имея стремление к учёбе, Никос быстро освоил новый язык, а на его выбор будущей литературной профессии в значительной степени повлияла учительница младших классов. Будучи подростком, часто посещал кинотеатр, увлекался боксом, посещал церковь и греческую школу. Работал неполный рабочий день в различных местах Вустера, в том числе в «Worcester Gazette». Принимал активное участие в деятельности школьных газет, а после окончания в 1956 году школы, получив стипендию, поступил в Школу публичных отношений Бостонского университета (сегодня — Колледж массовых коммуникаций).
В 1963 году получил Премию Хёрста для лучшего журналиста-студента, которую ему вручил президент США Джон Ф. Кеннеди в Белом доме.
После окончания Бостонского университета впервые посетил Грецию. В ходе этой поездки Гейдж встретился с родственниками и односельчанам, пытаясь собрать как можно больше информации о том, что случилось с его матерью, а позднее вновь посетил родную деревню с целью продолжить личное расследование истории своей семьи.
В 1964 году получил степень магистра в Высшей школе журналистики Колумбийского университета, после чего начал карьеру репортёра.
В 1970—1980 годах работал в информационном агентстве «Associated Press» и газетах «The Boston Herald Traveler», «The Wall Street Journal» и «The New York Times». В этот период приобрёл известность как журналист-расследователь и иностранный корреспондент. В результате получившего высокую оценку освещения темы об организованной преступности, Гейджом были написаны ставшие бестселлерами книги «The Mafia Is Not An Equal Opportunity Employer» (1971) и «Mafia, U.S.A.» (1972). Был отмечен престижными премиями в области журналистики «Page One» и «Sigma Delta Chi».
В 1970-х годах сыграл важную роль в раскрытии фактов коррупции со стороны вице-президента США Спиро Агню, что привело к отставке последнего. В период Уотергейтского скандала Гейдж стал первым репортёром, получившим доступ ко всем аудиозаписям разговоров президента Ричарда Никсона. Репортёрский опыт Гейджа был использован в качестве основы для создания телешоу 1977 года «The Andros Targets», транслировавшемся на CBS.
В 1983 году была опубликована автобиографическая книга Гейджа «Элени», которую автор посвятил расследованию убийства своей матери в годы гражданской войны в Греции, когда он был ещё ребёнком. Произведение было переведено на 33 языка, объявлено книгой месяца, номинировано Национальным кругом книжных критиков на звание лучшей биографии и получило Премию Хайнеманна (1984) Королевского литературного общества (Великобритания) как лучшая книга года. В 1985 году британский кинорежиссёр Питер Йетс снял по её мотивам фильм-драму «Элени» с Джоном Малковичем и Кейт Неллиган в главных ролях. Проживающий в Нью-Йорке писатель Ник (Джон Малкович) отправляется в родную деревню в Греции, расследуя обстоятельства убийства своей матери оккупировавшими деревню коммунистами из повстанческого движения «Демократическая армия Греции» в период гражданской войны. В 1987 году президент США Рональд Рейган упомянул фильм «Элени» в качестве вдохновения для своих встреч на высшем уровне, целью которых было положить конец гонке вооружений с СССР.
В 1989 году в свет вышла книга Гейджа «A Place for Us», в которой автор рассказывает о жизни своей семьи как иммигрантов в Америке 1950-х годов в городе Вустер.
Выступил в качестве исполнительного продюсера кинофильма «Крёстный отец 3» (1990), совместно с Марио Пьюзо написав ранний вариант сценария.
Одной из последних книг Гейджа является «Greek Fire: The Story of Maria Callas and Aristotle Onassis» (2000), рассказывающая об отношениях судовладельца Аристотеля Онасиса и оперной певицы Марии Каллас.
Продолжает выступать по всему миру и писать для изданий «The New York Times» и «Vanity Fair».

## Личная жизнь
С 1970 года женат на Джоан Полсон, писательнице, с которой учился в Колумбийском университете. Пара имеет троих детей: сын Христос, дочери Элени и Марина. Проживает в Норт-Графтоне (Массачусетс).
Являлся близким другом греческого политика Константиноса Мицотакиса, занимавшего пост премьер-министра Греции в 1990—1993 годах.

## Публикации

### Книги
- Eleni — ISBN 978-0-345-41043-6;
- A Place for Us — ISBN 978-1-886284-73-9;
- The Bourlotas fortune — ISBN 978-0-552-10473-9;
- Hellas: A Portrait of Greece — ISBN 978-0-00-272278-0;
- Greece: Land of Light — ISBN 978-0-8212-2524-0;
- Greek Fire: The Story of Maria Callas and Aristotle Onassis — ISBN 978-0-446-61076-6.
- The Teacher Who Changed My Life

### Статьи в «The New York Times»
- The story of a Greek village, as told by a native son …
- Ex‐Head of Schenley Industries Is Linked to Crime ‘Consortium’
- U.S. Seizes 54 in 4 Cities In Drive on Heroin Selling
- Vase Is Again Defended By NICHOLAS GAGE
- MY MOTHER ELENI
- CAN ELENI’S HUSBAND BE FORGIVEN?
- Study Shows Courts Lenient With Mafiosi
- Gambino Believed Seeking Single Mafia Family Here
- Gambino: Quiet Man in Spotlight